# Gare de Vaise

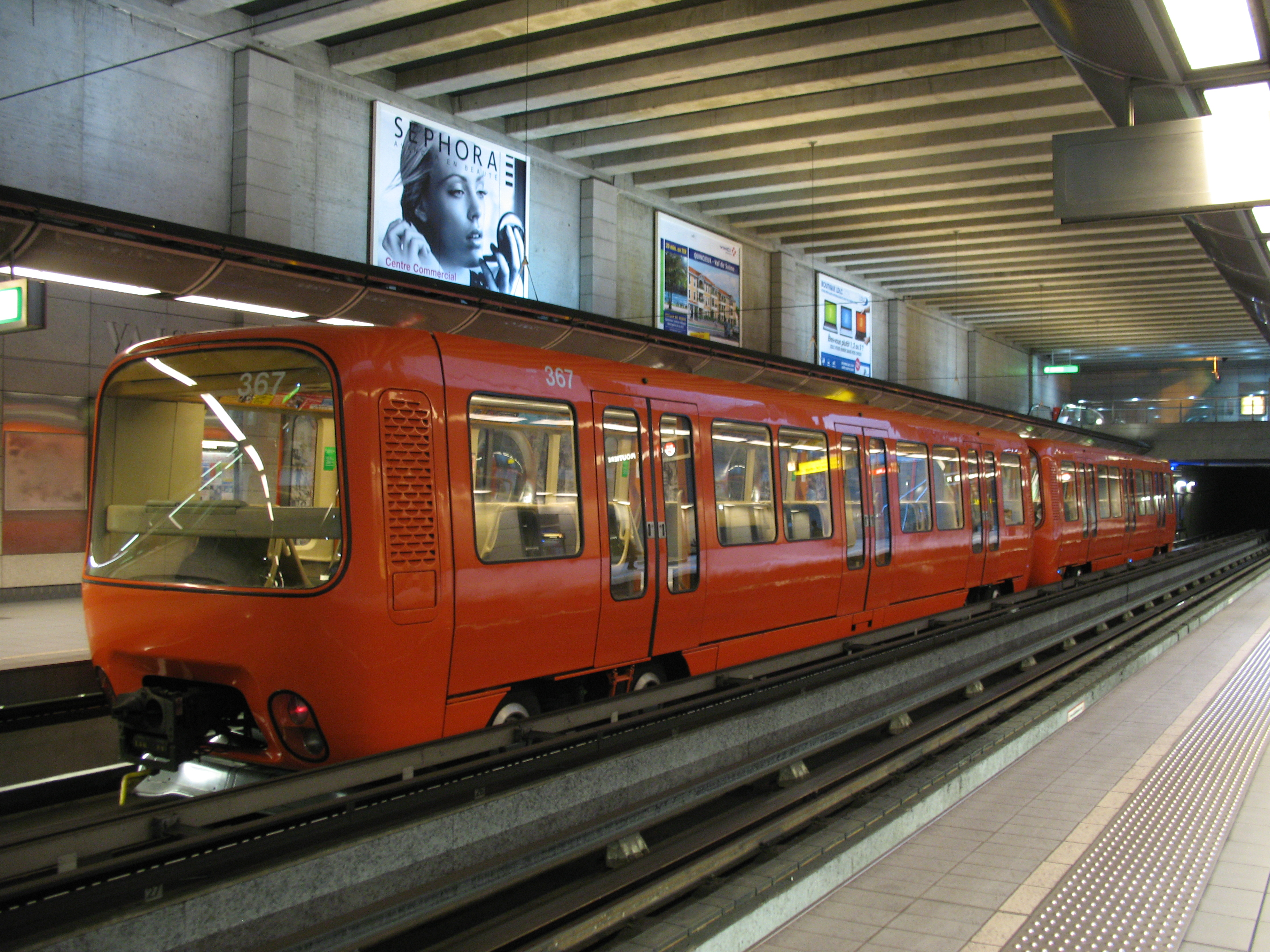
Estação Gare de Vaise

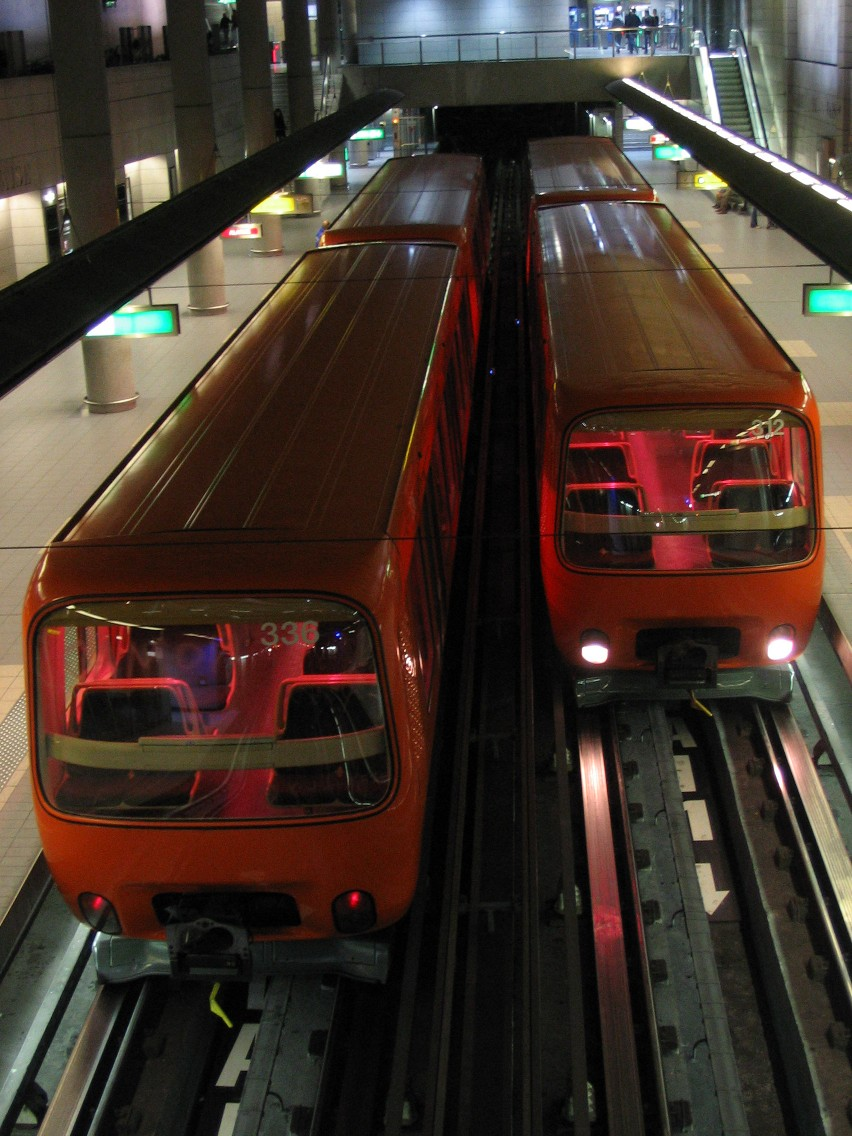
Estação Gare de Vaise

Gare de Vaise é uma estação de metrô francesa na linha D do metrô de Lyon, localizada na Place de Paris, perto da Gare de Lyon-Vaise, no distrito de Vaise, no 9º arrondissement de Lyon, prefeitura da região de Auvergne. Ródano-Alpes. Ele entrou em serviço em 1997, quando a extensão da linha D ao norte foi aberta para operação a partir da estação Gorge de Loup.